# Listă de comunități neîncorporate din statul Iowa

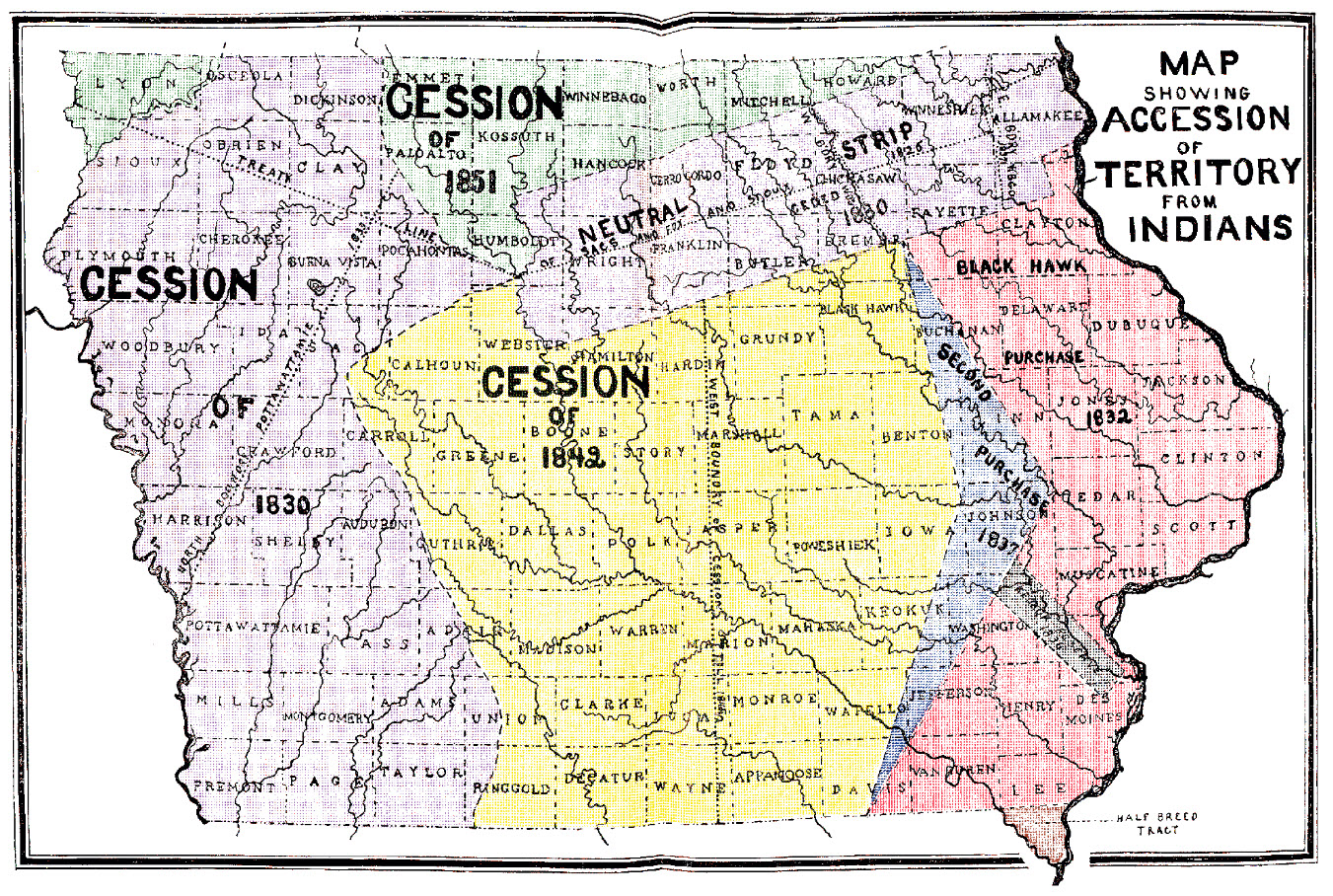
O hartă din 1905 indicând recensământul populației conform Census 1900, respectiv harta cedărilor de terenuri aparținând amerindienilor din statul Iowa.

Harta distribuției actuale a populației în statul.

- Prezenta pagină este o listă de comunități neîncorporate din statul Iowa, aranjate alfabetic.

- Vedeți și Listă de comitate din statul Iowa
- Vedeți și Listă de orașe din statul Iowa
- Vedeți și Listă de districte civile din statul Iowa.
- Vedeți și Listă de comunități desemnate pentru recensământ din statul Iowa.
- Vedeți și Listă de comunități neîncorporate din statul Iowa.

## A
- Abingdon, comitatul Jefferson
- Adaza, comitatul Greene
- Allendorf, comitatul Osceola
- Alpha, comitatul Fayette
- Amish, comitatul Johnson
- Ardon, comitatul Muscatine
- Argyle, comitatul Lee
- Attica, comitatul Marion
- Athelstan, comitatul Taylor
- Augusta, comitatul Des Moines
- Austinville, comitatul Butler
- Avery, comitatul Monroe
- Avon, comitatul Polk

## B
- Bangor, comitatul Marshall
- Bartlett, comitatul Fremont
- Beech, comitatul Warren
- Beloit, comitatul Lyon
- Berwick, comitatul Polk
- Beulah, comitatul Clayton
- Big Rock, comitatul Scott
- Bladensburg, comitatul Wapello
- Bolan, comitatul Worth
- Booneville, comitatul Dallas
- Bradford, comitatul Franklin
- Bremer, comitatul Bremer
- Bryant, comitatul Clinton
- Bryantsburg, comitatul Buchanan
- Buckingham, comitatul Tama
- Burnside, comitatul Webster
- Burr Oak, comitatul Winneshiek

## C
- Cambria, comitatul Wayne
- Canton, comitatul Jackson
- Cedar, comitatul Mahaska
- Ceres, comitatul Clayton
- Chapin, comitatul Franklin
- Charleston, comitatul Lee
- Churchville, comitatul Warren
- Clayton Center, comitatul Clayton
- Climbing Hill, comitatul Woodbury
- Columbia, comitatul Marion
- Communia, comitatul Clayton
- Confidence, comitatul Wayne
- Cooper, comitatul Iowa
- Cranston, comitatul Muscatine

## D
- Deanville, comitatul Bremer
- Deerfield, comitatul Chickasaw
- Denmark, comitatul Lee
- Dewar, comitatul Black Hawk
- Donnan, comitatul Fayette
- Dorchester, comitatul Allamakee
- Doris, comitatul Buchanan
- Dudley, comitatul Wapello
- Dunbar, comitatul Marshall

## E
- Eckards, comitatul Clayton
- Elkport, comitatul Clayton
- Elvira, comitatul Clinton
- Elwood, comitatul Clinton

## F
- Fairport, comitatul Muscatine
- Fairview, comitatul Clayton
- Farrar, comitatul Polk
- Farson, comitatul Wapello
- Florenceville, comitatul Howard
- Folletts, comitatul Clinton
- Froelich, comitatul Clayton
- Frytown, comitatul Johnson

## G
- Garden City, comitatul Hardin
- Giard, comitatul Clayton
- Gifford, comitatul Hardin
- Granite, comitatul Lyon
- Green Island
- Green Mountain, comitatul Marshall
- Gunder, comitatul Clayton

## H
- Hardin, comitatul Clayton
- Highland, comitatul Clayton
- Highlandville, comitatul Winneshiek
- Hillside, comitatul Mills
- Hinkeyville, comitatul Muscatine
- Honey Creek, comitatul Pottawattamie
- Hopewell, comitatul Mahaska

## I
- Indianapolis, comitatul Mahaska
- Ivester, comitatul Grudy

## J
- Jordan, comitatul Black Boone

## K
- Kent, comitatul Union
- Kesley, comitatul Butler
- Key West, comitatul Dubuque
- Kingston, comitatul Des Moines
- Knoke, comitatul Calhoun

## L
- Lanyon, comitatul Webster
- LaMoille, comitatul Marshall
- Lena, comitatul Webster
- Liberty Center, comitatul Warren
- Little Cedar, comitatul Mitchell
- Littleport, comitatul Clayton
- Littleton, comitatul Buchanan
- Lundgren, comitatul Webster

## M
- Massillon, comitatul Cedar
- McGregor Heights, comitatul Clayton
- McPaul, comitatul Fremont
- Mederville, comitatul Clayton
- Meskwaki Settlement, comitatul Tama
- Mineola, comitatul Mills
- Montgomery, comitatul Dickinson
- Monti, comitatul Buchanan
- Montpelier, comitatul Muscatine
- Morse, comitatul Johnson
- Moscow, comitatul Muscatine
- Motor, comitatul Clayton

## N
- New Boston, comitatul Lee

## O
- Oakdale, comitatul Johnson
- Oasis, comitatul Johnson
- Old Peru, comitatul Madison
- Oran, comitatul Fayette
- Osborne, comitatul Clayton
- Otley, comitatul Marion
- Otterville, comitatul Buchanan

## P
- Palm Grove, comitatul Webster
- Pekin, comitatul Jefferson
- Percival, comitatul Fremont
- Petersburg, comitatul Delaware
- Petersburg, comitatul Muscatine
- Pilot Grove, comitatul Lee
- Pittsburg, comitatul Montgomery
- Pittsburg, comitatul Van Buren
- Powersville, comitatul Floyd
- Prole, comitatul Warren

## Q
- Quarry, comitatul Marshall

## R
- Robinson, comitatul Delaware
- Rockville, comitatul Delaware
- Roelyn, comitatul Webster
- Rubio, comitatul Washington

## S
- Saint Sebald, comitatul Clayton
- Selma, comitatul Van Buren
- Shady Grove, comitatul Buchanan
- Siegel, comitatul Bremer
- Sinclair, comitatul Butler
- Slifer, comitatul Webster
- Sperry, comitatul Des Moines
- Spring Lake, comitatul Bremer
- Springdale, comitatul Cedar
- Sunbury, comitatul Cedar
- Sutliff, comitatul Johnson
- Swedesburg, comitatul Henry

## T
- Teeds Grove, comitatul Clinton
- Thomasville, comitatul Clayton
- Toolesboro, comitatul Louisa
- Toeterville, comitatul Mitchell
- Tracy, comitatul Marion
- Turkey River, comitatul Clayton

## U
- Updegraff, comitatul Clayton

## W
- Ware, comitatul Pocahontas
- Watkins, comitatul Benton
- Washburn, comitatul Black Hawk
- Watson, comitatul Clayton
- West Grove, comitatul Davis
- Wever, comitatul Lee
- Wood, comitatul Clayton

## Y și Z
- Yarmouth, comitatul Des Moines
- Zaneta, comitatul Grudy

## Localități dispărute -- Ghost towns
- Arnold, comitatul Humboldt
- Buxton, comitatul Monroe
- Iowaville, comitatul Van Buren
- Jones Siding, comitatul Humboldt
- Unique, comitatul Humboldt

## Locuri desemnate pentru recensământ -- CDP-uri
- Coalville, comitatul Webster
- Douds, comitatul Van Buren
- Leando, comitatul Van Buren
- Park View, comitatul Scott
- Saylorville, comitatul Polk

## Locuri populate
- Middleburg, comitatul Grudy

## Rezervații amerindiene  -- Indian reservations
- ‡ Omaha Reservation, comitatele Burt, Cuming și Thurston din statul  Nebraska, respectiv comitatul Monona din statul Iowa
- ‡ Winnebago Reservation, comitatele Winnebago și Woodbury, statul  Iowa

## Alte legături interne
- Categorie:Liste de comitate din Statele Unite ale Americii după stat
- Categorie:Liste de orașe din Statele Unite după stat
- Categorie:Liste de târguri din Statele Unite după stat
- Categorie:Liste de districte civile din Statele Unite după stat
- Categorie:Liste de sate din Statele Unite după stat
- Categorie:Liste de comunități neîncorporate din Statele Unite după stat
- Categorie:Liste de localități dispărute din Statele Unite după stat
- Categorie:Liste de comunități desemnate pentru recensământ din Statele Unite după stat
- Categorie:Liste de rezervații amerindiene din Statele Unite după stat
- Categorie:Liste de zone de teritoriu neorganizat din Statele Unite după stat

respectiv
- Vedeți și Listă de comitate din statul Iowa
- Vedeți și Listă de orașe din statul Iowa
- Vedeți și Listă de districte civile din statul Iowa.
- Vedeți și Listă de comunități desemnate pentru recensământ din statul Iowa.
- Vedeți și Listă de comunități neîncorporate din statul Iowa.